# Едвай, Тин
Тин Е́двай (хорв. Tin Jedvaj; род. 28 ноября 1995, Загреб) — хорватский футболист, защитник клуба «Панатинаикос».

## Клубная карьера
Едвай начал свою профессиональную карьеру в загребском «Динамо», пройдя через её молодёжную академию. С 2013 года стал выступать в основном составе, дебютировав 24 февраля в игре с «Осиеком». С первых матчей Тин стал основным игроком центра обороны команды, наряду с Йосипом Шимуничем. 20 апреля он забил свой первый гол в карьере, поразив ворота «Цибалии» и принеся победу своей команде со счётом 1:0.
В течение своего первого профессионального сезона в составе клуба он выиграл чемпионат. В начале нового сезона он выиграл с клубом ещё один трофей, когда «Динамо» победило «Хайдук» в Суперкубке Хорватии. За пребывания в хорватском клубе Едвай сыграл в общей сложности 14 официальных матчей.

### «Рома»
В мае 2013 года Едваем заинтересовалась «Рома». Летом клуб начал переговоры с игроком, и 10 июля он заключил с римлянами 3-летний контракт. 1 декабря 2013 года хорват дебютировал в составе «Ромы», выйдя на замену на 83-й минуте в победе над «Дженоа» (4:0). В последнем туре сезона Серии А он дебютировал за «Рому» в стартовом матче против той же команды, в котором «Дженоа» победила со счетом 1:0 на «Луиджи Феррарис». Это были единственные два выхода Едвая за «Рому», в сезоне 2013/14 годов он 33 раза выходил на поле в составе «Байера 04».

### «Байер 04»
11 июня 2014 года Едвай отправился в аренду в «Байер 04» на два года. Дебют Едвая в составе немцев — где он внёс значительный вклад, сыграв все 90 минут в первом официальном матче сезона — помог команде одержать победу со счетом 6:0 над «Алеманнией Вальдальгесхайм» в первом раунде Кубка Германии 2014/15 года. Всего через несколько дней, 19 августа, защитник дебютировал в составе «Байера» в Лиге чемпионов, заменив на 46-й минуте партнёра по команде Джулио Донати в выездном матче против «Копенгагена» (2:3) в Дании в раунде плей-офф Лиги чемпионов УЕФА 2014/15. Едвай хорошо отыграл второй тайм и помог своей команде одержать победу. Однако он получил жёлтую карточку на 51-й минуте матча. В ответном матче с датской командой защитник также сыграл в победе немцев со счетом 4:0, что позволило «Байеру» квалифицироваться в групповой этап Лиги чемпионов. Едвай отыграл все 90 минут матча, даже заработал пенальти на получасовой отметке, который нападающий Штефан Кисслинг реализовал в окончательной победе 3:0.
Дебют Едвая в Бундеслиге состоялся 23 августа, в первом матче кампании, в победе 2:0 над дортмундской «Боруссией». Свой первый гол в составе «Байера» он забил уже во второй игре сезона, в домашнем матче против «Герты» (4:2). Едвай забил на 50-й минуте, сравняв счет в матче 1:1, после чего «Байер» одержал победу. Хорват продолжил свою прекрасную форму в Леверкузене, забив мощный гол с разворота в матче против бременского «Вердера», в результате чего его команда повела в счете 1:0. Позднее он ассистировал Сон Хын Мину, который сравнял счет в матче при счете 3:3.
20 января 2015 года леверкузенский «Байер» подтвердил, что подписал с хорватским защитником контракт до 2020 года. Однако в первой половине сезона 2015/16 годов Тин смог выйти только один раз. Это произошло из-за травмы бедра, которая повторялась три раза. Его единственное появление произошло в октябре против «Гамбурга», где он вышел на замену. 29 октября 2016 года он забил победный гол в победе 2:1 над «Вольфсбургом».
20 августа 2019 года Едвай был отдан в аренду «Аугсбург» до конца сезона 2019/20. 17 декабря он забил второй гол в победе 3:0 над дюссельдорфской «Фортуной». 16 мая 2020 года он забил единственный гол в поражении 2:1 от «Вольфсбурга». После возвращения в Леверкузен летом 2020 года Едвай был полностью отстранен тренером Петером Босем, сыграв только в Лиге Европы.

### «Локомотив»
24 июля 2021 года стал игроком московского «Локомотива». Контракт с хорватом рассчитан на четыре года. Сумма трансфера составила 4 миллиона евро.
В декабре 2022 года перешёл в аренду в клуб из ОАЭ «Аль-Айн» за 500 тысяч евро.

## Карьера в сборной
Едвай представлял Хорватию на различных молодёжных уровнях. 4 сентября 2014 года он дебютировал на взрослом уровне в возрасте 18 лет, сыграв последние 13 минут в товарищеском матче против сборной Кипра на стадионе «Альдо Дросина» в Пуле. 31 мая 2016 года он был утверждён в состав сборной Хорватии на Евро-2016. Он был в основном составе на матч против сборной Испании, который Хорватия выиграла 2:1.
В мае 2018 года он был включён в предварительный состав сборной Хорватии из 32 человек на чемпионат мира по футболу 2018 года в России. На турнире он сыграл один раз, отыграв все девяносто минут в победном матче над сборной Исландией (2:1). Хорватия закончила турнир на втором месте, уступив сборной Франции. 16 ноября 2018 года он забил два гола в групповом матче Лиги наций против сборной Испании, в том числе победный в матче со счетом 3:2.
Во время отборочного турнира Евро-2020 Тин играл регулярно, заменяя травмированного правого защитника Шиме Врсалько. Однако перед матчами Лиги Наций против сборной Швеции и Португалии Едвай был исключён из состава национальной команды.

## Достижения
«Динамо» (Загреб)
- Чемпион Хорватии: 2012/13

Сборная Хорватии
- Вице-чемпион мира: 2018

Личные
- Орден Князя Бранимира: 2018[34]